# Corsica Nazione
Corsica Nazione (en cors Còrsega Nació) fou un moviment polític de caràcter nacionalista cors fundat el 1992 sota l'ègida d'A Cuncolta Naziunalista, amb la unió dels grups Accolta Naziunale Corsa (ANC) i els Verds corsos (I Verdi corsi). El seu cap era l'advocat Jean-Guy Talamoni.
Corsica Nazione lluita "per l'assoliment per a la comunitat nacional corsa del seu desenvolupament en matèria econòmica, social i cultural".
Es va involucrat en el procés de creació del moviment Corsica Libera juntament amb Accolta Naziunale Corsa i Rinnovu Naziunale, que va celebrar el seu primer congrés l'1 de febrer de 2009, i dins del que es va dissoldre.

## Societats satèl·lits
- Tres societats de seguretat són properes a Corsica Nazione-Indipendenza, com Esse.
- Esse és l'avatar de Corsica Gardiennage Services (CGS), societat de transports de cabals que fou creada en els anys 90, en part per a finançar i sostenir logísticament el FLNC.